# Bapsi Sidhwa

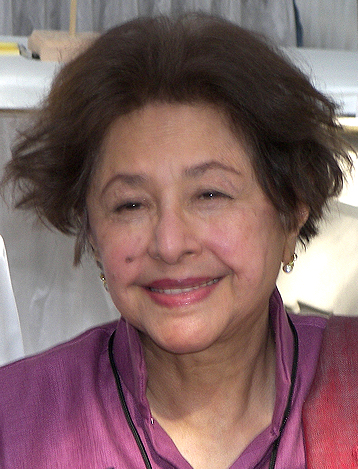
Bapsi Sidhwa 2008 auf dem Texas Book Festival

Bapsi Sidhwa (Urdu بیپسی سدھوا; geboren am 11. August 1938 in Karatschi, Präsidentschaft Bombay, Britisch-Indien; gestorben am 25. Dezember 2024 in Houston, Texas) war eine pakistanische Romanautorin, die auf Englisch schrieb und in den Vereinigten Staaten von Amerika lebte. Sie gilt als eine der ersten Romanautorinnen Pakistans.
Am bekanntesten ist sie für ihre Zusammenarbeit mit der indisch-kanadischen Filmemacherin Deepa Mehta: Sidhwa schrieb sowohl den 1991 erschienenen Roman Ice Candy Man, der als Grundlage für Mehtas Film Earth aus dem Jahr 1998 diente, als auch den 2006 erschienenen Roman Water, auf dem Mehtas Film Water aus dem Jahr 2005 basiert. Ein Dokumentarfilm über Sidhwas Leben mit dem Titel „Bapsi: Silences of My Life“ wurde im Jahr 2022 veröffentlicht.

## Leben

### Pakistan – Karatschi, Lahore, Bombay
Sidhwa wurde als Tochter einer angesehenen Familie in Karatschi geboren, das damals zu Britisch-Indien gehörte. Ihre Eltern Peshotan und Tehmina Bhandara waren Parsi. Später zog sie mit ihrer Familie nach Lahore, Punjab. Sidhwa war zwei Jahre alt, als sie an Kinderlähmung erkrankte, und neun Jahre alt, als 1947 die Teilung Indiens stattfand. Sie erhielt 1957 ihren Bachelor-Abschluss am Kinnaird College for Women in Lahore.
Im Alter von 19 Jahren heiratete sie und zog für fünf Jahre nach Bombay, dann ließ sie sich scheiden und heiratete in Lahore ihren jetzigen Ehemann Noshir R. Sidhwa, der ebenfalls Zoroastrier ist. Bevor sie ihre Karriere als Schriftstellerin begann, widmete sie sich der Erziehung ihrer drei Kinder. In Lahore arbeitete sie auch als Sekretärin in einem Heim für mittellose Frauen und Kinder und engagierte sich ab den 1970er Jahren für Frauenrechte. 1975 nahm sie am Asian Women’s Congress für Pakistan teil. Sie war auch Mitglied des Ausschusses für Frauenentwicklung unter Premierministerin Benazir Bhutto. Nachdem 1990 Islamisten durch die Ausrufung des Heiligen Kriegs gegen Bhutto aufriefen, kamen in den Unruhen hunderte Menschen um. Vermutlich gab das den Ausschlag, dass Sidhwa mit ihrer Familie in die USA auswanderte.

### USA – Houston
Sidhwa lehrte an der University of Houston, der Rice University, der Columbia University, dem Mount Holyoke College und der Brandeis University. Sie wohnte in Houston, Texas.
Ihr Roman An American Brat (Eine amerikanische Göre) wurde in den USA geschrieben und 1993 veröffentlicht. In einem Online-Interview mit ihrer Freundin Sadia Rehman im August 2012 sagte sie: „Feroza – die Hauptfigur des Romans – steht mir und meinen Ansichten am nächsten“, was die Identitätsfragen der parsischen Einwanderer in den USA, ihren Lebensstil und ihre Kultur betrifft.
Eine ihrer Töchter ist Mohur Sidhwa. Sie ist Anthropologin, ansässig in Tucson, Arizona und war 2012 Kandidatin im Distict 9 für das Repräsentantenhaus von Arizona. Sie trat dabei in Zusammenarbeit mit Planned Parenthood Advocates of Arizona ein für selbstbestimmte Sexualität, umfassende, faktenbasierte Sexual-Aufklärung und Familienplanung. Mohur Sidhwa wurde im damaligen Bombay (Indien) geboren und zog zehnjährig mit ihrer Familie nach Lahore (Pakistan).

### Schriftstellerisches Wirken
Sibhwa bezeichnet sich selbst als „Punjabi-Parsi“. Ihre erste Sprache ist Gujarati, ihre zweite Sprache ist Urdu, und ihre dritte Sprache ist Englisch. Sie kann am besten auf Englisch lesen und schreiben, aber sie spricht lieber auf Gujarati oder Urdu.
Sidhwa begann mit 26 Jahren zu schreiben, nachdem sie mit ihrem Ehemann den Karakorum, eine Gebirgslandschaft mit mehreren Sieben- und Achttausendern, besucht hatte. Dort lernte sie die Geschichte eines Mädchens kennen, das als Braut zu einem Stamm gebracht worden war und nach kurzer Zeit aus dem Hause ihres Ehemannes floh, was der Stamm als ungehörige Missachtung aufnahm. Daher wurde es von sie einigen Stammesmitgliedern verfolgt und getötet. Diese Geschichte beschäftigte Sidhwa so sehr, dass sie, nach einigen Artikeln über die Schönheit des Karakorum, die Geschichte des Mädchens in ihrem ersten Roman The Bride niederschrieb. Sie arbeitete vier Jahre daran, bis sie mit dem Ergebnis zufrieden war. Anschließend setzte sie das Schreiben fort mit einer humorvollen Erzählung über die Gemeinschaft der Parsen: The Crow Eaters (Die Krähenfresser), was ein Spitzname für die Parsen ist.
Die beiden Bücher wurden zunächst von keinem Verlag angenommen. Da entschied sich Sidhwa The Crow Eaters im Eigenverlag drucken zu lassen. Danach musste sie von Buchhandlung zu Buchhandlung gehen, um für das Buch zu werben. Diese Erfahrung war so demotivierend, dass sie eine Schreibpause von fünf Jahren einlegte. Erst 1980 wurde das Buch vom britischen Verlagshaus Jonathan Cape verlegt, was ihr wieder die Energie gab, weiter zu schreiben. In der Folge bekam sie jedoch für diese und folgende Romane zahlreiche Preise und Auszeichnungen. Weltweit bekannt wurde Sibhwa, durch den Roman Cracking India (Indien zerteilen), der die Teilung des kolonialen Indien und die dramatischen Folgen für die Menschen beschreibt und die ihre Kindheit prägte.
1998 drehte die kanadische Filmemacherin Deepa Mehta den Film Earth, der auf Sidhwas Roman Cracking India basiert. Der Film wurde auf dem französischen Deauville Panasian Filmfestival mit dem Großen Preis ausgezeichnet und 1991 bekam das Buch in Deutschland den LiBeraturpreis. Auch Sidhwas Folgeroman Water. A Novel verfilmte Mehta mit großem Erfolg.
Die Romane Sidhwas wurden in sieben Sprachen übersetzt und erschienen in zwölf Ländern; auf Deutsch liegt nur der Roman Ice Candy Man vor. Der ursprüngliche Titel von Cracking India wurde für die deutsche Ausgabe im Original übernommen.

„Wir sind nicht wertlos, weil wir in einem Land leben, das in westlichen Augen nur als primitives, fundamentalistisches Land angesehen wird. Wir sind auch eine reiche Mischung aus allen möglichen Kräften, und unser Leben ist sehr lebenswert.“

### Tod
Im Dezember 2024 starb Bapsi Sidhwain im Alter von 86 Jahren in Houston (Texas).

## Veröffentlichungen
- 1978: The Crow Eaters of Lahore (Die Krähenfresser von Lahore). mit einer Einleitung von Javid Iqbal. ILMI Printing Press (Selbstverlag), Lahore, Pakistan 1978, OCLC 1126284937. Neuauflagen unter dem Titel The Crow Eaters in Indien: 1979, 1981 und 1990. In England 1980, in den USA 1982
  - Il talento dei parsi. Übersetzung von Luciana Pugliesi. Neri Pozza Editore, Vicenza 2000, ISBN 88-7305-753-5 (italienisch). Weitere Auflage 2019.
- 1982: The Bride (1982, England; 1983;1984, India; published as The Pakistani Bride, 1990 US and 2008 US)
- 1988: Ice Candy Man. Heinemann, London 1988, ISBN 978-0-434-70230-5. Weitere Auflagen unter dem Titel Cracking India 1991 in den U.S.A.; 1992 in India.
  - Ice candy man. Deutsche Übersetzung aus dem Englischen von Ditte König und Giovanni Bandini. List, München / Leipzig 1990, ISBN 3-471-78634-1. 1992 bei Rowohlt, 2000 bei DTV erschienen.
- 1993: An American brat (Eine amerikanische Göre). Milkweed Ed., Minneapolis, MN 1993, ISBN 978-0-915943-73-9 (englisch). 1995 in Indien erschienen.
- 2006: Water. A Novel (US and Canada)
- 2006: City of Sin And Splendour. Penguin Global, 2006, ISBN 978-0-14-303166-6 (englisch).
- 2012: Jungle Wala Sahib (Translation) (Urdu) : Published by Readings Lahore (Pakistan)
- 2013: Their language of love. India Penguin Books, New Delhi 2014, ISBN 978-0-14-341852-8 (englisch).
- 2019: Landscapes of writing. Collected essays of Bapsi Sidhwa. Peter Lang, New York / Bern / Berlin / Wien 2019, ISBN 978-1-4331-5811-7 (englisch).

## Preise und Ehrungen
- 1985: Patras Bokhari Award für den Roman The Bride[5]
- 1986: Bunting-Stipendium an Radcliffe College der Harvard University
- 1991: Sitara-i-Imtiaz, (Pakistans höchste nationale Auszeichnung für künstlerische Leistungen)
- 1991: Gastwissenschaftlerin am Bellagio-Center der Rockefeller-Stiftung in Bellagio, Italien
- 1991: LiBeraturpreis (Deutschland) für Ice Candy Man[12]
- 1991: Cracking India wurde für das New York Times Notable Book nominiert.[13]
- 1993: Lila Wallace Reader’s Digest Writers Award[14]
- 2000: Aufnahme in die Hall of Fame der Zoroastrier[6]
- 2007: Premio Mondello für ausländische Autoren für Water[15]